# أريج خضور
أريج خضور (11 يناير 1986-)، ممثلة سورية.

## حياتها
حصلت على الشهادة الثانوية، تقدمت لامتحان القبول في المعهد العالي للفنون المسرحية في سوريا وتخرجت من المعهد العالي للفنون المسرحية. أنجزت العديد من المشاريع التي لها علاقة ببناء الشخصية الدرامية البسيطة أثناء دارستها.
أول أدوارها التلفزيونية كان في العام (2010)، في مسلسل«الصندوق الأسود» من إخراج سيف الشيخ نجيب كما شاركت في مسلسلات عديدة أبرزها العقاب، الانفجار، ظل الحكايا، ومسلسل الفاروق (من إخراج حاتم علي)، كما كان لديها عرض مسرحي للأطفال.

## أعمالها

### المسلسلات
- 2022: فتح الأندلس
- 2021: سنة ثانية زواج
- 2020: نبض
- 2019: أهل الوفا
- 2019: بقعة ضوء ج14
- 2019: كرم منجل
- 2018: قسمة وحب (ضيف شرف)
- 2017: باب الحارة ج9
- 2017: خاتون ج2
- 2017: غرابيب سود
- 2016: باب الحارة ج8
- 2016: خاتون
- 2016: زوال
- 2016: مذنبون أبرياء
- 2015: الغربال ج2
- 2015: شهر زمان
- 2015: طوق البنات ج2
- 2015: طوق البنات ج3
- 2014: أبواب الريح
- 2014: باب المراد
- 2014: زنود الست ج3
- 2014: ليالي شامية (برنامج)
- 2013: التالي
- 2013: تحت سماء الوطن
- 2013: حائرات
- 2013: زمن البرغوت ج2
- 2013: زنود الست ج2

- 2013: صرخة روح ج1
- 2013: في قلب اللهب
- 2013: ناطرين
- 2012: المصابيح الزرق
- 2012: أيام الدراسة ج2
- 2012: بنات العيلة
- 2012: رفة عين
- 2012: زمن البرغوت

- 2012: عمر بن الخطاب
- 2012: ما بتخلص حكاياتنا
- 2011: Crazy Tv
- 2011: ظل الحكايا

- 2010: الصندوق الأسود
- 2010: العقاب (الحلقة 9)
- كبكوبة خيطان (مسلسل اذاعي)

المسرحيات
- 2019: سلطان زمانو
- 2018: السيرك الأوسط

- 2014: دائرة الطباشير القوقازية